# Foxe-Kanal
Der im nördlichen Kanada, im kanadisch-arktischen Archipel, gelegene Foxe-Kanal (englisch: Foxe Channel) verbindet die Hudsonstraße und die Hudson-Bucht mit dem Foxe Basin. Er trennt die Foxe-Halbinsel der Baffininsel von der Southampton-Insel und Melville-Halbinsel. Seine maximale Tiefe beträgt 352 Meter.
Der Foxe-Kanal liegt im Territorium Nunavut. Er ist 322 Kilometer lang und 145 bis 322 Kilometer breit. 

## Quelle
- The Columbia Gazetteer of North America (2000): Foxe Channel